# Serafín Álvarez Quintero
Pour les articles homonymes, voir Quintero.
Serafín Álvarez Quintero né en 1871 à Utrera en Espagne et mort en 1938 à Madrid en Espagne est un dramaturge espagnol.
Il collabore pendant près de cinquante ans avec son frère Joaquín Álvarez Quintero à l'écriture d'environ deux cents pièces de théâtre et livrets de zarzuelas.